# Augustine Colin Macdonald

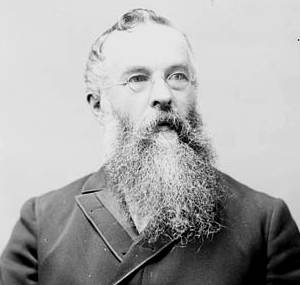
Augustine Colin Macdonald

Augustine Colin Macdonald (* 30. Juni 1837 in Panmure Island, Prince Edward Island; † 16. Juli 1919 in Charlottetown) war ein kanadischer Politiker. 18 Jahre lang war er Abgeordneter des kanadischen Unterhauses. Von 1915 bis zu seinem Tod amtierte er als Vizegouverneur der Provinz Prince Edward Island.
Macdonald, Sohn schottischer Einwanderer, war beruflich als Händler tätig. 1870 wurde er zum Abgeordneten der Legislativversammlung gewählt. Drei Jahre später gab er sein Mandat auf, um als Liberal-Konservativer bei einer Unterhaus-Nachwahl zu kandidieren. Ein Jahr nach dem Erfolg bei der Unterhauswahl 1874 folgte jedoch eine Niederlage. In der Folge wechselten sich Siege und Niederlagen ab; im Unterhaus vertreten war er von 1878 bis 1882, dann wieder von 1883 bis 1887 und schließlich als Konservativer von 1891 bis 1900. Generalgouverneur Lord Connaught vereidigte Macdonald am 2. Juni 1915 als Vizegouverneur von Prince Edward Island. Dieses repräsentative Amt hatte er bis zu seinem Tod inne.
Sein älterer Bruder Andrew Archibald Macdonald war kanadischer Senator und ebenfalls Vizegouverneur.